# Eik Galley

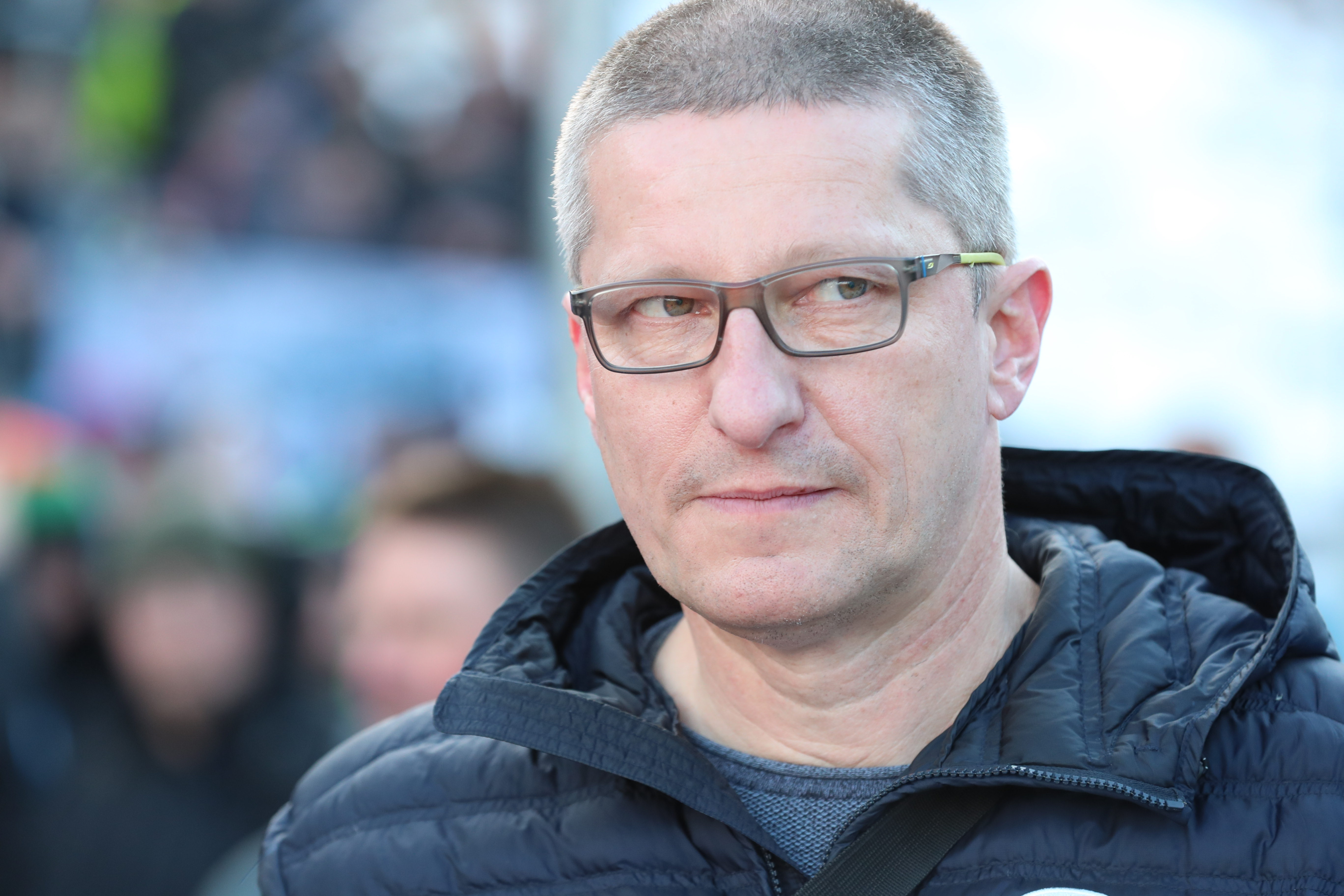
Eik Galley (2020)

Eik Galley (* 27. Juli 1967 in Zossen) ist ein deutscher Journalist, Sportreporter und -kommentator des MDR und der ARD-Sportschau.

## Berufliche Laufbahn
Galley studierte an der Universität Leipzig Journalistik. Von 1991 bis 1992 war er Redakteur bei der ostdeutschen Fußballzeitschrift fuwo. 1993 wechselte er zum damals neu gegründeten DSF, dem heutigen Sender Sport 1, bei dem er Boxreporter sowie -kommentator war und unter anderem bei den Amateur-Weltmeisterschaften 1995 in Berlin und 1997 in Budapest Bericht erstattete. Ferner war er beim DSF Leiter der Berliner Redaktion.
Seit 2007 arbeitet Galley als Sportreporter und -kommentator für den MDR sowie für die ARD-Sportschau. Er kommentiert Fußballspiele, vor allem mit ostdeutscher Beteiligung, und einzelne Länderspiele sowie für die Sendung Sport im Osten beim MDR. In der Wintersportsaison ist er die Stimme aus dem Off und bei Interviews bei Übertragungen der Wettbewerbe im Rennrodeln, Bobsport und Skeleton. Im Sommer kommentiert er Wettbewerbe im Boxen, Ringen und Schießen.
Galley war Teil des ARD-Kommentatorenteams bei den Olympischen Winterspielen 2010 in Vancouver, 2014 in Sotschi und 2018 in Pyeongchang sowie bei den Olympischen Sommerspielen 2012 in London und 2016 in Rio de Janeiro. Zudem war er als Reporter der ARD bei der Fußball-Weltmeisterschaft 2018 in Russland.

## Privates
Galley ist verheiratet und hat zwei Kinder. Bereits sein Vater Eckhard Galley war im Sportjournalismus tätig.